# 铜钱牌 (游戏)
銅錢牌，當地稱打銅錢牌，是流傳江西的傳統牌類遊戲，以清代方孔钱作牌具，類似的有與山西的搬字錢。

## 牌具

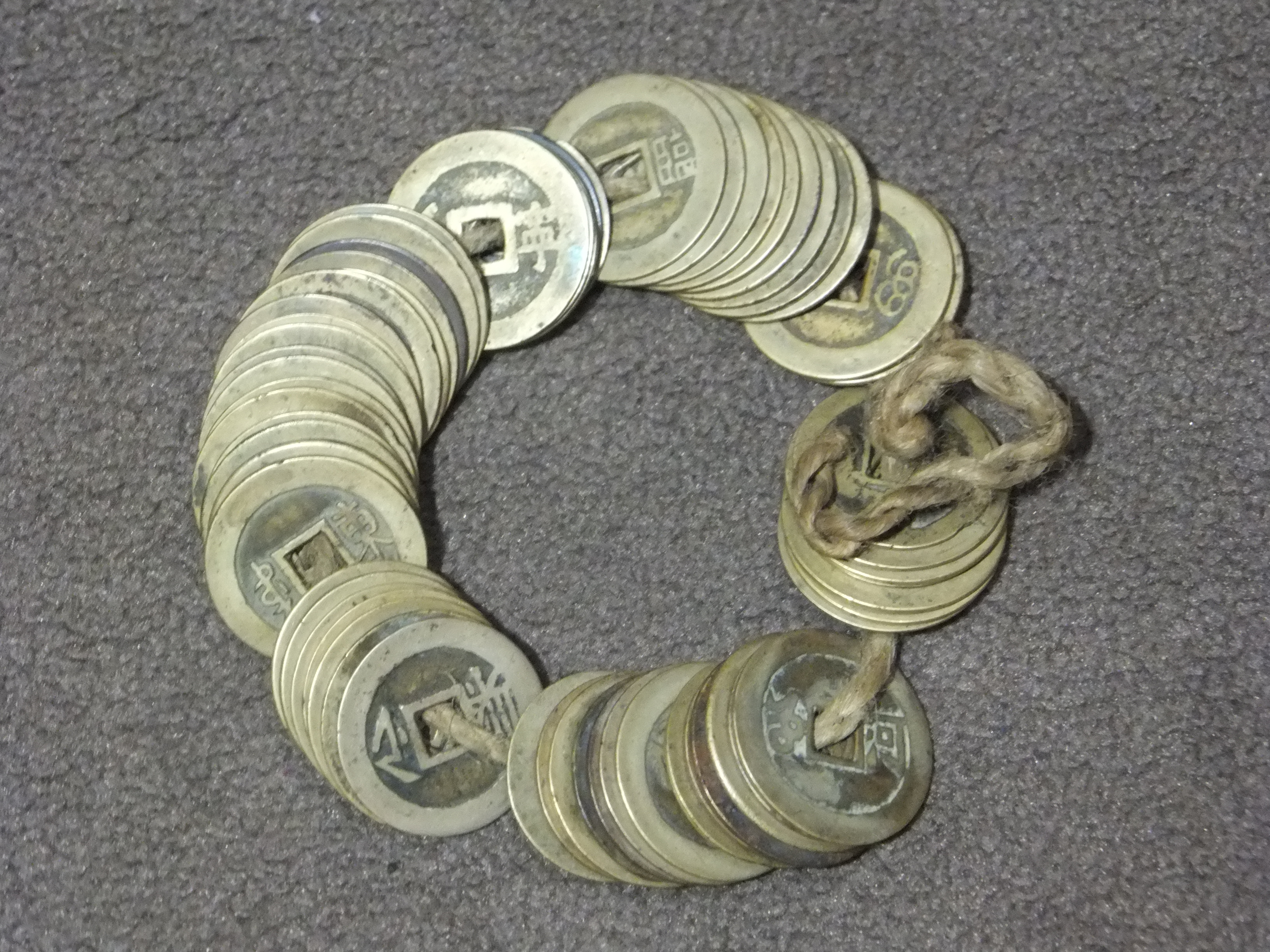
銅錢牌

- 六種版式的康熙通宝各十枚，共六十枚。若無，則用順治通寶代替。[2]

## 牌規
四人遊戲，玩法類似麻將，以铜钱背面字体区分牌，其餘規則不詳。